# Onthophagus tonkineus
Onthophagus tonkineus är en skalbaggsart som beskrevs av Gillet 1921. Onthophagus tonkineus ingår i släktet Onthophagus och familjen bladhorningar. Inga underarter finns listade i Catalogue of Life.